# هامبارتسوم بربریان
هامبارتسوم بربریان (ارمنی: Համբարձում Պէրպէրեան؛ انگلیسی: Hampartzoum Berberian ՊԵՐՊԵՐՅԱՆ Համբարձում Բաղդասարի زادهٔ ۲۵ مه ۱۹۰۵ در آدانا - درگذشته ۱۳ مارس ۱۹۹۹ در ووستر، ماساچوست) یک آهنگساز، رهبر ارکستر و فعال سیاسی اهل ارمنستان بود.